# Veljko Vukasinovic
Veljko Vukasinovic (* 11. Mai 2001 in Kilchberg ZH) ist ein Schweizer Fussballspieler.

## Karriere
Vukasinovic begann seine Karriere beim FC Blue Stars Zürich. Im Juni 2018 stand er erstmals im Kader der Kampfmannschaft des Fünftligisten, wurde aber nicht eingesetzt. Zur Saison 2018/19 wechselte er in die Jugend des FC Schaffhausen. Im Juni 2020 debütierte er für die Profis von Schaffhausen in der Challenge League. Bis zum Ende der Spielzeit 2019/20 kam er zu neun Zweitligaeinsätzen, in denen er zwei Tore erzielte. In der Saison 2020/21 machte er ein Tor in 14 Einsätzen. In der Spielzeit 2021/22 kam er dann nur noch einmal zum Zug.
Zur Saison 2022/23 wechselte Vukasinovic nach Österreich zum Regionalligisten Schwarz-Weiß Bregenz. Für Bregenz absolvierte er 27 Partien in der Regionalliga, in denen er zehn Tore erzielte, ehe er mit dem Klub zum Saisonende in die 2. Liga aufstieg. Nach dem Aufstieg verliess er Bregenz allerdings nach der Saison 2022/23.
Zur Saison 2023/24 kehrte er in die Schweiz zurück und wechselte zum Viertligisten SC YF Juventus Zürich.